# Trigonotis papuana
Trigonotis papuana är en strävbladig växtart som först beskrevs av William Botting Hemsley, och fick sitt nu gällande namn av Ivan Murray Johnston. Trigonotis papuana ingår i släktet Trigonotis och familjen strävbladiga växter. Inga underarter finns listade i Catalogue of Life.